# فریبی
فریبی (به انگلیسی: Freeby) یک محله مدنی و روستا در بریتانیا است که در Melton واقع شده‌است. فریبی ۲۴۴ نفر جمعیت دارد.